# Zonnebrandstof
Een zonnebrandstof is een synthetische chemische brandstof die direct of indirect wordt geproduceerd uit zonne-energie. Dit kan zonlicht of zonnewarmte zijn door middel van fotochemische, fotobiologische, thermochemisch, en elektrochemische reactie.
Licht wordt hierbij als energiebron gebruikt, waarbij zonne-energie wordt omgezet in chemische energie, meestal door protonen te reduceren tot waterstof, of kooldioxide tot organische verbindingen. Een zonnebrandstof kan worden geproduceerd en opgeslagen voor later gebruik, wanneer zonlicht niet beschikbaar is, waardoor het een alternatief is voor fossiele brandstoffen. Diverse fotokatalysatoren worden ontwikkeld om deze reacties op een duurzame, milieuvriendelijke manier te dragen.